# Autotelefon
Ein Autotelefon ist ein Telefon, das in einem Auto fest eingebaut ist.

## Geschichte
Das Autotelefon stellt den Übergang vom leitungsgebundenen Festnetztelefon zum heutigen Mobiltelefon dar: Die Anbindung erfolgte bereits über eine Funkstrecke. Die Mobilität wurde jedoch durch die Größe (vergleichbar einem 20 Liter großen Koffer) und das Gewicht (über 20 kg) der Sende- und Empfangseinrichtungen eingeschränkt; sie konnten nur in Verbindung mit einem Fahrzeug transportiert werden.
Die Nutzung von Autotelefonen war mit hohen Gerätekosten und Telefongebühren verbunden. Daher konnte die Nutzung im beruflichen oder gar privaten Rahmen auch ein Statussymbol sein.
Um wenigstens die Erreichbarkeit zu erhöhen, wurden in den 1980er-Jahren Funkmeldeempfänger angeboten: Ein Anruf auf dem Autotelefon aktivierte im Umkreis von 100 bis 200 Metern einen Piepser; der Nutzer musste zu seinem Fahrzeug zurückkehren, um den Anruf entgegenzunehmen.

## Mobilfunknetze in Deutschland
Zuvor stand die mobile Kommunikation über weite Strecken per Funk fast ausschließlich der Polizei, Feuerwehr und medizinischen Notdiensten zur Verfügung (siehe Polizeifunk, CB-Funk). Mit Autotelefonen begann die flächendeckende Integration standardisierter Funkstrecken in das öffentliche Telefonnetz, zunächst mit analoger Übertragungstechnik, dann digital.
siehe Hauptartikel: Geschichte der Mobiltelefonie in Deutschland

### A-Netz
1952 entstanden erste regionale Stadtnetze, die 1958 in der Bundesrepublik Deutschland im ersten öffentlichen Mobiltelefonnetz der Welt aufgingen. Die Geräte wogen anfangs 16 Kilogramm und kosteten mehr als ein Kleinwagen (VW Käfer). Vor der Einstellung im Jahr 1977 konnten im A-Netz ca. 11.000 Teilnehmer bedient werden, die Vermittlung erfolgte manuell durch eine Zentrale, die vor jedem Gespräch angewählt wurde.

### B-Netz
In dem 1972 eingeführten B-Netz war es erstmals möglich, selbst zu wählen, eine Vermittlung war nicht mehr nötig. Allerdings wurde während der Fahrt bei einem Wechsel zu einem neuen Sendemast die Verbindung unterbrochen, das Gespräch musste neu aufgebaut werden. Auch musste der Aufenthaltsort bekannt sein, da jeder der 158 Funkbereiche eine eigene Vorwahl besaß. Die Höchstzahl der angeschlossenen Teilnehmer betrug 27.000. Das B-Netz war bis Ende 1994 in Betrieb.

### C-Netz
Mit der Einführung der C-Netz-Telefonie 1985, im Frequenzbereich von 450 bis 465 MHz, war man unter einer eigenen Rufnummer in der ganzen Bundesrepublik Deutschland erreichbar, der Wechsel der Zelle war ohne Verbindungsabbruch möglich. Neu war die Möglichkeit, Faxe und Daten mit Geschwindigkeiten von bis zu 14.000 Bit pro Sekunde zu senden und zu empfangen. Ab 1989 gab es für das C-Netz die ersten Handapparate, die wegen ihrer Größe, Farbe und Form "Briketts" oder "Hundeknochen" genannt wurden. Obwohl sie nach heutigen Maßstäben klobig und mit anfänglich ca. 12.000 DM sehr teuer waren, waren sie letztlich die ersten Mobiltelefone. Auch vorher hatte es schon außerhalb des Autos verwendbare Versionen gegeben, die jedoch mehrere Kilogramm wogen und zum Umhängen oder in Form kleiner Koffer transportiert worden waren. Das C-Netz war bis Ende 2000 in Betrieb. Die höchste Teilnehmerzahl lag bei etwa 750.000 registrierten Geräten.

### D- und E-Netze
Die digitale Übertragung kam erst mit Entwicklung der D-Netze 1992 auf. Durch die Miniaturisierung der Geräte zu Mobiltelefonen wurden Autotelefone zunehmend unüblicher. Allerdings etablierte sich die Benutzung von Freisprecheinrichtungen. 1993 ging parallel zum D-Netz das E-Netz in Betrieb.

## Vorschriften zum Telefonieren im Fahrzeug
Wird ein Autotelefon oder auch eine Freisprechanlage fest in ein Auto eingebaut, so muss eine geprüfte Außenantenne vorhanden sein, ansonsten kann die Betriebserlaubnis des Fahrzeugs erlöschen. Diese Verordnung wurde 2004 durch die EU erlassen und 2005 von den Mitgliedsstaaten in nationales Recht umgesetzt.
Der Hintergrund ist die vergleichsweise hohe erforderliche Sendeleistung des Endgeräts, welche durch die Abschirmung und Reflexion der Karosserie und die schnelle Bewegung während der Fahrt entsteht. In Bezug auf tragbare Geräte wie Handys gilt die Pflicht für Benutzung einer Außenantenne nicht. Die Verwendung einer Freisprechanlage oder eines Headsets beim Telefonieren während der Fahrt ist hingegen durch die deutsche Straßenverkehrsordnung vorgeschrieben:
§ 23 Abs. 1a Satz 1 StVO (D):

„Wer ein Fahrzeug führt, darf ein elektronisches Gerät, das der Kommunikation, Information oder Organisation dient oder zu dienen bestimmt ist, nur benutzen, wenn
1. hierfür das Gerät weder aufgenommen noch gehalten wird und
2. entweder
a) nur eine Sprachsteuerung und Vorlesefunktion genutzt wird oder
b) zur Bedienung und Nutzung des Gerätes nur eine kurze, den Straßen-, Verkehrs-, Sicht- und Wetterverhältnissen angepasste Blickzuwendung zum Gerät bei gleichzeitig entsprechender Blickabwendung vom Verkehrsgeschehen erfolgt oder erforderlich ist.“

## Heutige Bedeutung
Heute finden sich Autotelefone meist in Verbindung mit Navigationssystemen. Fest eingebaute Geräte stehen dabei in Konkurrenz zu herkömmlichen Smartphones, Tablets und anderen tragbaren Endgeräten. Notrufe oder Pannenanrufe werden direkt mit der GPS-Position oder anderen Fahrzeugdaten verknüpft. Hinzu kommt inzwischen die fast flächendeckende Verfügbarkeit mobiler Internetverbindungen (UMTS, HSDPA und verwandte Techniken).

### Vorteile von Festeinbaugeräten
Im Auto fest eingebaute Geräte besitzen im Vergleich eine bessere Antennenabstrahlung (Dach-, Heckantenne) als gewöhnliche Mobiltelefone. Theoretisch besitzen sie auch eine höhere Sendeleistung (bis zu 8 Watt im D-Netz). Aufgrund von Weiterentwicklungen der Netztechnik treten diese Unterschiede aber selbst bei schlechter Netzabdeckung heute kaum noch in Erscheinung. Eine hohe Sendeleistung ist nicht gleichzusetzen mit einer besseren Verbindungsqualität, vielmehr wird die Sendeleistung des Endgeräts bei guter Verbindungsqualität stark reduziert und dabei durch die Basisstation gesteuert (siehe Sendeleistungsregelung).
Aufgrund gesetzlicher Grenzwerte darf kein Gerät mehr die maximale Sendeleistung tatsächlich ausschöpfen, in Deutschland liegt die maximal erlaubte Sendeleistung für Mobiltelefone bei 2 Watt.